# Strada principale 20
La strada principale 20 è una delle strade principali della Svizzera.

## Percorso
La strada n. 20 è definita dai seguenti capisaldi d'itinerario: "(Morteau) - Le Locle - La Chaux-de-Fonds - Neuchâtel".